# Giorgi Babunashvili
Pas d'image ? Cliquez ici

a Compétitions nationales et continentales officielles uniquement.

b Matchs officiels uniquement.
Dernière mise à jour le 2 avril 2021.
Giorgi Babunashvili (en géorgien : გიორგი ბაბუნაშვილი) est un joueur géorgien de rugby à XV évoluant en équipe nationale depuis 2021. 

## Biographie
Giorgi Babunashvili se fait remarquer en 2013 au sein du Bagrati Kutaisi, équipe de deuxième division géorgienne. Avec son équipe, il dispute un barrage de promotion pour l'intégration en première division, qu'il perd. Ses bonnes prestations lui permettent d'intégrer le principal club de Koutaïssi, le RC Aia, à l'intersaison. En fin de saison, il est intégré à l'équipe de Géorgie des moins de 20 ans pour le trophée junior mondial, qu'il dispute de nouveau en 2015. 
En 2017, il intègre l'équipe de Géorgie de rugby à sept à l'occasion des Seven's Grand Prix Series. 
En 2017-2018, il inscrit plus 126 points avec l'Aia en championnat de Géorgie, mais doit manquer les phases finales, la faute à une blessure. Il est nommé dans l'équipe type du championnat pour l'année, en tant que demi d'ouverture.
En 2019, il retrouve la sélection à sept à l'occasion du tournoi de Russie. Puis en 2021, il intègre l'équipe de Géorgie à XV. Sur le banc face à l'Espagne, et au Portugal, il n'entre pas en jeu. Il lui faut attendre le match contre la Russie pour décrocher sa première sélection.
En 2021, il intègre la franchise géorgienne du Black Lion qui évolue en Rugby Europe Super Cup, tout en continuant d'évoluer en Didi 10 avec l'Aia.

## Statistiques

### En sélection
| Année | Compétition | Matchs | Points | Essais | Transf. | Drops | Pénal. |
| ----- | ----------- | ------ | ------ | ------ | ------- | ----- | ------ |
| 2021  | REC         | 2      | 3      | -      | -       | 1     | -      |
| Total | Total       | 2      | 3      | -      | -       | 1     | -      |